# Єпархії Українського екзархату
Єпархії Українського екзархату Російської православної церкви неодноразово змінювали свої назви і межі протягом існування цієї церковної адміністративної одиниці (1921—1990). Утім, їхня кількість не перевищувала 20. На момент перетворення екзархату в Українську православну церкву (Московський патріархат) налічувалося 19 єпархій. Ці єпархії, як і Український екзархат у цілому, не були якимись самостійними утвореннями — вони були прямими спадкоємцями відповідних єпархій Російської православної церкви. 
У 1918—1921 та на окупованих німцями територіях у 1941—1944 роках також існувала Українська автономна православна церква Московського патріархату. У першому випадку вона передувала екзархату, який було створено патріархом Тихоном (Беллавіним) на її основі у 1921 році. У другому вона була, фактично, тим же Українським екзархатом, що відповідно до історичних обставин змінив свою адміністративну структуру і статус. У 1920-х роках більшовикам вдалося поділити імперську церкву на "тіхановцев" і "абнавлєнцев" (обновленці), які були підручні більшовицькій владі тої ж Москви. У 1923 році на території України було влаштовано таку собі Українську синодальну церкву (типу непатріаршу) під проводом архиєпископа Подільського Пимена (Пєгова). Проімперська російська діаспора затаврувала всіх "абнавлєнцев" неканонічними. Тим не меньш до Другої світової війни поряд з "тіхановцамі" і "липківцями" (Українська автокефальна православна церква) були і "абнавлєнци". Серед багатьох інших тільки на Поділлі, що залишалося базою Української народної республіки, було облаштовано 4 окремі єпархії Української синодальної церкви. До нападу нациської Німеччини у 1941 році церковне життя у СРСР і в Україні зокрема було майже винищене, але у 1943 році, з подачи Радянського вождя і диктатора СРСР Сталіна, Московський патріархат був відтворений під головою Старгородського, на якого патріарх Тіхон наклав анатему.
Під час війни митрополича кафедра Києва керувалася архиєпископом Львівським і Тернопільським Пантелеймоном, а керівником був архиєпископ Волинський.
При самостійних єпархіях за увесь час існування екзархату було засновано більше 60 вікаріатів. Більшість з них проіснували недовго, переважно у 1920-х роках. Існувала кафедра Стародубського вікарія. На момент перетворення екзархату в Українську православну церкву (Московський патріархат) налічувалося 2 вікарія.

## Самостійні єпархії
| Коротка назва       | Період                                     | Повна назва |
| ------------------- | ------------------------------------------ | --- |
| Вінницька           | увесь час                                  | до 1923 — Подільська і Брацлавська (ліквідована Московською окупацією) 1933—1941 — Вінницька 1942—1943 — Вінницька і Подільська (Українська автономна православна церква) 1944—1945 — Вінницька і Кам'янець-Подільська з 1945 — Вінницька і Брацлавська |
| Волинська           | увесь час                                  | до 1940 — Волинська і Житомирська 1940—1941 — Волинська і Луцька 1941—1943 — Волинська і Житомирська (Українська автономна православна церква) 1943—1944 — Волинська і Подільська (Українська автономна православна церква) 1944—1945 — Волинська і Луцька 1945—1990 — Волинська і Рівненська з 1990 — Волинська і Луцька                                                                             |
| Володимир-Волинська | 1943                                       | Володимир-Волинська і Ковельська (Українська автономна православна церква) |
| Дніпропетровська    | увесь час                                  | до 1921 — Катеринославська і Маріупольська 1921—1925 — Катеринославська і Новомосковська 1925—1941 — Дніпропетровська і Запорізька 1942 — Катеринославська і Мелітопольська (Українська автономна православна церква) 1942 — Катеринославська і Запорізька (Українська автономна православна церква) 1943 — Донецька (Українська автономна православна церква) з 1944 — Дніпропетровська і Запорізька |
| Донецька            | з 1945                                     | 1945—1990 — Донецька і Ворошиловградська з 1990 — Донецька і Луганська |
| Дрогобицька         | 1946-1959                                  | Дрогобицька і Самбірська (об'єднанна з Львівською) |
| Житомирська         | з 1940                                     | 1940—1941 — Житомирська (об'єднанна з Волинською) 1943 — Житомирська (Українська автономна православна церква) з 1944 — Житомирська і Овруцька |
| Івано-Франківська   | 1946                                       | до 1957 — Станіславська 1957—1962 — Станіславська і Коломийська з 1962 — Івано-Франківська і Коломийська |
| Ізмаїльська         | 1945-1955                                  | Ізмаїльська і Болградська (об'єднанна з Одеською) |
| Київська            | увесь час                                  | Київська і Галицька (митрополія, у 1941-1944 керувалася архієпископом Львівським і Тернопільським) |
| Кіровоградська      | 1942-1943; 1947-1949; з 1950               | 1942—1943 — Кіровоградська і Миколаївська 1947 — Кіровоградська і Чигиринська 1947—1949 — Кіровоградська і Миколаївська з 1950 — Кіровоградська і Миколаївська |
| Кременецька         | 1943—1944                                  | Кременецька і Дубенська (Українська автономна православна церква) |
| Львівська           | з 1941                                     | 1941—1988 — Львівська і Тернопільська з 1988 — Львівська і Дрогобицька |
| Мукачівська         | з 1945                                     | Мукачівська і Ужгородська |
| Одеська             | 1920-ті-1925; 1928-1944; 1946-1947; з 1976 | 1920-ті-1925, 1928—1944 — Одеська і Херсонська 1946—1947 Одеська і Кіровоградська з 1976 Одеська і Херсонська |
| Полтавська          | увесь час                                  | до 1928 — Полтавська і Переяславська 1928—1941 — Полтавська і Кременчуцька 1942—1943 — Полтавська і Лубенська (Українська автономна православна церква) з 1944 — Полтавська і Кременчуцька |
| Рівненська          | з 1990                                     | Рівненська і Острозька |
| Сімферопольська     | до 1936; з 1944                            | до 1928 — Таврійська і Сімферопольська 1928—1936 — Кримська з 1944 — Сімферопольська і Кримська |
| Сумська             | з 1945                                     | Сумська і Охтирська |
| Тернопільська       | з 1988                                     | Тернопільська і Кременецька |
| Харківська          | увесь час                                  | до 1941 — Харківська і Охтирська з 1945 — Харківська і Богодухівська |
| Херсонська          | 1927                                       | 1927—1928 — Херсонська і Миколаївська (об'єднанна з Одеською) 1942 — Миколаївська (Українська автономна православна церква) 1942—1943 — Мелітопольська і Таврійська (Українська автономна православна церква) 1944—1946 — Херсонська і Миколаївська (об'єднанна з Одеською) |
| Хмельницька         | з 1945                                     | до 1954 — Подільська і Проскурівська з 1955 — Хмельницька і Кам'янець-Подільська |
| Чернігівська        | увесь час                                  | до 1932 — Чернігівська і Ніжинська 1932—1941 — Чернігівська і Носівська з 1941 — Чернігівська і Ніжинська |
| Чернівецька         | з 1941                                     | до 1945 — Чернівецька і Хотинська з 1945 — Чернівецька і Буковинська |

### Єпархії Української автономна православної церкви поза межами УРСР
| Коротка назва | Період    | Повна назва                                                      |
| ------------- | --------- | ---------------------------------------------------------------- |
| Білгородська  | 1942—1943 | Білгородська і Грайворонська                                     |
| Краснодарська | 1942—1943 |                                                                  |
| Мозирська     | 1943      |                                                                  |
| Поліська      | 1941—1944 | 1941—1942 — Пінська та Поліська 1942—1944 — Брестська і Поліська |
| Таганрозька   | 1942—1943 | 1942—1943 — Ростовська і Таганрозька                             |

## Вікаріати
| Назва                                | Період               | Єпархія                                    |
| ------------------------------------ | -------------------- | ------------------------------------------ |
| Ананьївський                         | 1923-1924            | Одеська                                    |
| Андріївський                         | 1925-1926            | Харківська                                 |
| Балтський                            | до 1922; 1957—1958   | Подільська (до 1922); Одеська (1957—1958)  |
| Бахмудський                          | 1921-1922            | Дніпропетровська                           |
| Белінічеський                        | 1923-1925            | Волинська                                  |
| Бердичівський                        | 1921-1922; 1941—1942 | Волинська                                  |
| Бершадський                          | 1926-1930            | Київська                                   |
| Білгород-Дністровський               | 1960-1961            | Одеська                                    |
| Білоцерківський                      | 1921-1924            | Київська                                   |
| Богуславський                        | 1921-1926            | Київська                                   |
| Борзенський                          | до 1923              | Чернігівська                               |
| Вінницький                           | до 1933              | Подільська                                 |
| Володимир-Волинський                 | до 1943              | Волинська                                  |
| Ворошиловградський                   | з 1944               | Дніпропетровська (1944), Донецька (з 1945) |
| Глухівський                          | 1923-1925            | Чернігівська                               |
| Городнянський                        | 1922-1927            | Чернігівська                               |
| Єлизаветградський                    | до 1926              | Херсонська                                 |
| Звенигородський                      | 1921-1923            | Київська                                   |
| Зінов'євський                        | 1930-1931            | Одеська                                    |
| Камінь-Каширський                    | 1925-1935            | Волинська                                  |
| Канівський                           | до 1933              | Київська                                   |
| Керченський                          | 1924-1928            | Сімферопольська                            |
| Кіровоградський                      | 1944-1946; 1950—1962 | Одеська                                    |
| Кобелянський                         | 1923-1927            | Полтавська                                 |
| Ковельський                          | 1941-1942            | Волинська                                  |
| Козелецький                          | 1924-1936            | Чернігівська                               |
| Конотопський                         | 1923-1926            | Чернігівська                               |
| Кременецький                         | до 1934              | Волинська                                  |
| Криворізький                         | 1928-1930            | Дніпропетровська                           |
| Лебединський                         | 1917-1919            | Харківська                                 |
| Лубенський                           | 1920-1927            | Полтавська                                 |
| Луцький                              | 1922-1944            | Волинська                                  |
| Маріупольський                       | до 1924              | Дніпропетровська                           |
| Мелітопольський                      | 1923-1924            | Сімферопольська                            |
| Миколаївський                        | до 1944              | Одеська                                    |
| Могилевський                         | 1921-1922            | Подільська                                 |
| Ніжинський                           | 1944                 | Чернігівська                               |
| Новгород-Сіверський                  | до 1926              | Чернігівська                               |
| Новоград-Волинський                  | 1931-1937            | Київська                                   |
| Новомиргородський                    | до 1923              | Одеська                                    |
| Олександрівський і Петропавловський  | до 1932              | Дніпропетровська                           |
| Острозький                           | до 1942              | Волинська                                  |
| Переяслав-Хмельницький               | 1922; з 1954         | Полтавська (1922); Київська (з 1954)       |
| Пирятинський                         | 1925-1927            | Полтавська                                 |
| Полонський                           | 1923-1931            | Волинська                                  |
| Прилуцький                           | до 1928              | Полтавська                                 |
| Проскурівський                       | 1921-1923; 1927—1932 | Подільська                                 |
| Радомишльський і Чорнобильський      | 1923-1929            | Київська                                   |
| Роменський                           | 1927-1931            | Полтавська                                 |
| Севастополький                       | до 1924              | Сімферопольська                            |
| Сквирський                           | 1925                 | Київська                                   |
| Сосницький                           | 1920-1922            | Чернігівська                               |
| Старобільський                       | до 1924              | Харківська                                 |
| Стародубський                        | до 1933              | Чернігівська                               |
| Старокостянтинівський і Ізяславський | 1922-1923            | Подільська                                 |
| Сумський                             | до 1935              | Харківська                                 |
| Таращанський                         | 1926-1928            | Київська                                   |
| Тираспольський                       | 1921-1922            | Одеська                                    |
| Уманський                            | до 1990              | Київська                                   |
| Ушицький                             | до 1922              | Подільська                                 |
| Феодосійський                        | 1921-1930            | Сімферопольська                            |
| Черкаський                           | до 1932              | Київська                                   |
| Чигиринський                         | до 1932              | Київська                                   |
| Ялтинський                           | 1922-1927            | Сімферопольська                            |

### Сайти
- Исторические епархии Русской Православной Церкви (Древо)